# 碧江头蕊兰
碧江头蕊兰（学名：Cephalanthera bijiangensis）为兰科头蕊兰属下的一个种。

## 扩展阅读
維基物種上的相關：碧江头蕊兰